# Parafia św. Józefa w Kołodziejewie
Parafia św. Józefa w Kołodziejewie – rzymskokatolicka parafia leżąca w granicach dekanatu mogileńskiego.

## Rys historyczny

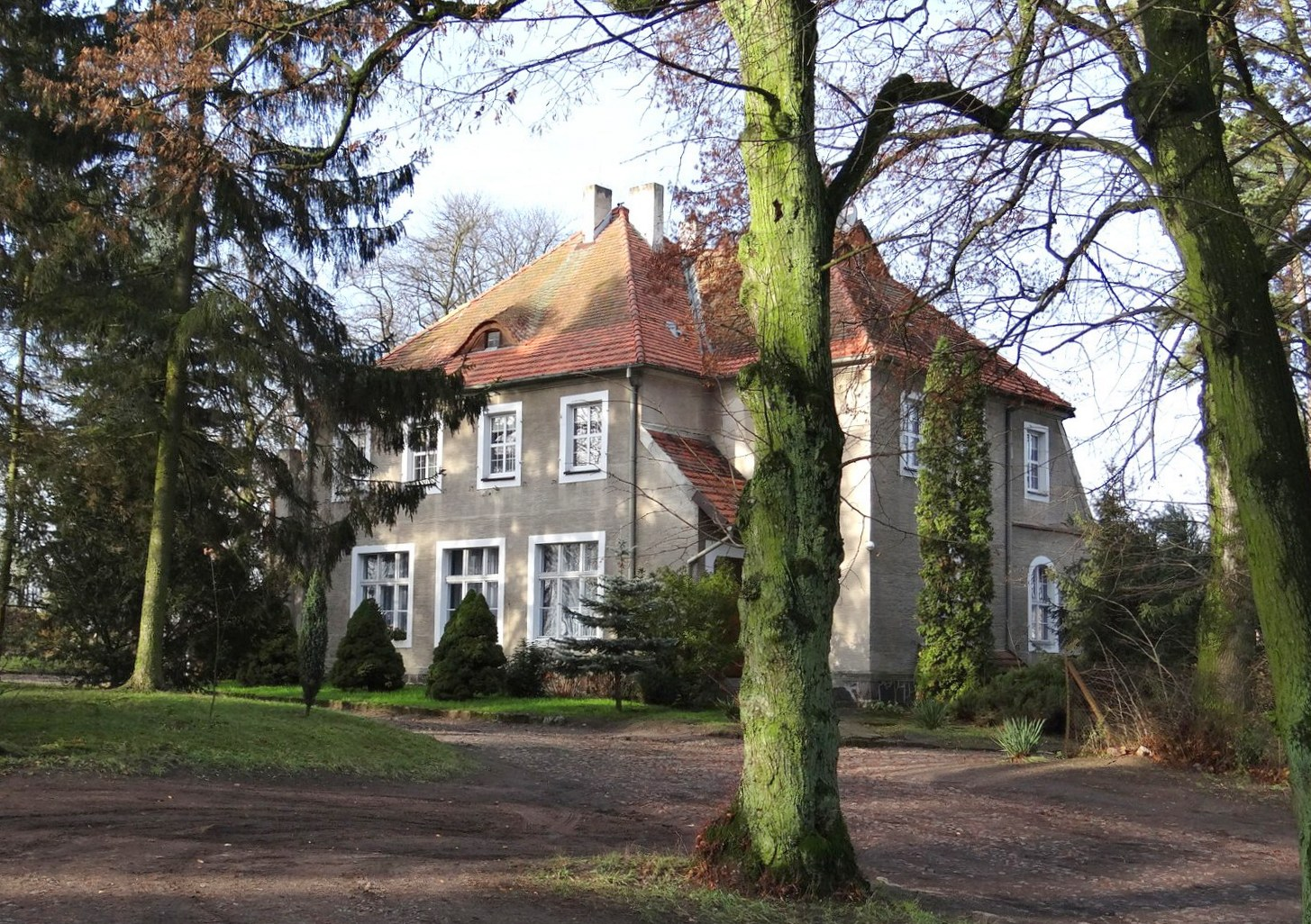
Plebania

Parafia powołana została w 1925 roku na mocy dekretu kardynała Edmunda Dalbora, Prymasa Polski. Początkowo parafianie uczęszczali do kościoła w Trlągu, później korzystano z kaplicy urządzonej w miejscowej szkole ewangelickiej. Plany budowy świątyni katolickiej na terenie dzisiejszej przychodni przerwał wybuch II wojny światowej. Po wojnie wystąpiono do władz państwowych o przyznanie parafii opuszczonego kościoła ewangelickiego. Świątynia została konsekrowana 9 listopada 2008 roku przez abp. Henryka Muszyńskiego. Cmentarz powstał w 1945 roku.

## Proboszczowie
- ks. Feliks Gomolewski 1947 - 1958
- ks. kan. Kazimierz Meller 1958–1999
- ks. Jan Woźniak 1999–2016
- ks. Krzysztof Kinowski 2016–2018
- ks. Adam Walendowski od 2018

## Dokumenty
Księgi metrykalne: 
- ochrzczonych od 1945 roku
- małżeństw od 1945 roku
- zmarłych od 1945 roku

## Zasięg parafii
Miejscowości należące do parafii Dębina, Dębowo, Kołodziejewo, Pałuczyna, Sędowo (część), Sosnówiec, Twierdziń (część), Wierzejewice.